# Keti
Keti je žensko osebno ime.

## Izvor imena
Ime Keti je različica ženskega osebnega imena Katarina.

## Pogostost imena
Po podatkih Statističnega urada Republike Slovenije je bilo na dan 31. decembra 2007 v Sloveniji število ženskih oseb z imenom Keti: 38.

## Osebni praznik
Osebe z imenom Keti lahko godujejo takrat kot osebe z imenom Katarina.